# 天津印社
天津印社（英文：Tianjin Seal Engravers Society）是一篆刻艺术社团，1996年6月26日成立于天津，创始人为孙家潭，原名大海印社。2002年1月24日，更名为天津印社。2018年10月21日，社址迁至天津开发区泰达时尚广场308号楼。现有社员239人。